# Политика
Политика је скуп основних принципа и припадајућих смерница којима се усмеравају и лимитирају активности у циљу остваривања дугорочних циљева. Она се односи на постизање и примену позиција управно-организоване контроле над људском заједницом, посебно у контексту државе. Поред ове дефиниције која се односи на организације постоје и бројне друге дефиниције:
- Политика је начин и манир доношења одлука групе људи.[3] У ширем смислу, појам се односи на готово све врсте узајамних дејстава у друштву.
- Политика је и процес и метод стицања и одржавања подршке јавности, односно стицања политичке моћи.

Наука која проучава политичко понашање и истражује методе стицања и примене власти, наметања воље једне групе другој, зове се политичка наука. Политологија је наука о политици, која проучава обележја, организацију и функционисање власти и влáда као политичког феномена, политичко устројство друштва и друштвених организација те природу и функционисање различитих политичких система и институција.
Политика претпоставља почетну разноврсност стајалишта, па је помирење разлика међу укљученим странама такођер један од њених циљева. То се постиже предлагањем решења које се сматра рационалним и исправним. Друге чланове заједнице потребно је придобити за ту опцију, што се постиже расправом и уверавањем. Стога је комуникација изузетно важна за политику, а у себи садржи и борбу за поборништвом. Донесена одлука, иако тежи заједничком добру, може задирати у супротне интересе неких припадника одређене групације, што отвара могућност да је они не следе. У том случају употреба физичке силе може јамчити да ће одлуку послушати и они којима не одговара. Таква употреба силе је политичка само ако је већина припадника сматра оправданом и сврховитом за добробит групе. Радикална супротност насилном решавању јесте договор припадника групе, консензус. Недостаци таквог начина су: дуготрајност процедуре, поготово у великим заједницама и поновна примена силе над онима који не прихвате консензус. Типични резултати политике су друштвени сукоби, ограниченост ресурса, планирање будућности, односи с другим заједницама.
У модерним нацијама, људи су формирали политичке партије да представљају своје идеје. Они се слажу да имају исти став о многим питањима и слажу се да подржавају исте измене закона и исте лидере. Избори су обично надметања између различитих партија.

## Етимологија
Дефиниција речи политика се базира на основу историје речи и идеја. Она се поред тога у великој мери инспирише прихваћеним концепцијама и речником. У хуманистичким наукама треба се препустити општем мишљењу. Социолози су приметили директно подударање између језика и стварања права. Исто то се одразило и на политичке појмове. Уместо различитих и спорних солуција, преовладава дефиниција која је највише прихваћена. Термин политика има сет веома специфичних значења која су описна и неосуђујућа (као што су „уметности или наука владања” и „политички принципи”), али исто тако нуди и конотацију непоштене злоупотребе.
Наиме израз политика долази од грчке речи polis, politeia, poliktika, politike.
- : град-држава, град, предео, скуп грађана који образују град[17]
- : држава, устав, политички режим, република, држављанство
- : неутрална множина од речи politikos, политичке ствари, грађанске ствари, све што се односи на државу, устав, политички режим, републику, суверенитет.
- : политичко умеће

## Владавина права и политички плурализам
Битно је нагласити да је правна држава пре свега филозофско – теоријска вредност. Суштину и бит човековог друштвеног постојања у једном организованом и цивилизованом друштву чини лична и правна сигурност, једнакост са другим грађанима пред државом и законом, заштићеност од државне самовоље и трагање за људском срећом онако како је сваки појединац замишља. Стога, појам правне државе у свом савременом теоријском значењу, јесте она социолошка категорија која даје оптималне оквире за људске слободе, једнакост људи у приликама за успех. Другим речима то је држава у којој не влада појединац или група него влада право и сви су обавезни да се покоравају тој владавини. Та владавина права мора почивати на општедруштвеним хуманистичким принципима као што су: правда, правичност, природна људска права, морал и демократија. Правна држава као теоријски концепт и модел за остваривање оптималне људске правде у друштву означава једну демократску цивилну државу. У тој држави нико није изнад права, па ни законодавац, као што је то рекао Густав Радбрух: „Држава је позвана да доноси законе само под условом да и себе саму сматра везану тим законима“.
Правна држава почива на идеји да правна правила све док важе имају подједнаку обавезујућу снагу и за управљаче и за оне којима се управља. Другим речима, правна држава као друштвена творевина не дозвољава ником да буде изван или изнад демократског правног система. Она је постала инструментални оквир за стварање основних елемената грађанског друштва и то пре свега: ограничавање политичке власти правом, подела власти, независност судства, политички плурализам итд. У једном дужем периоду историјског развоја превладавала је диктатура и тоталитаризам. Након тога долазе периоди у којима у први план избијају идеје о остваривању људских права и слобода, бројност политичких странака као израз демократског формирања власти кроз слободне изборе и једнакост свих грађана који имају право да учествују у изборима за највише органе власти.
Грађанима је зајамчено право на слободно удруживање ради заштите њихових интереса или ради заузимања за социјална, привредна, политичка, национална, културна или друга уверења и циљеве. Грађани могу слободно оснивати политичке странке, синдикате и друга удружења. Слобода удруживања темељ је политичког система утемељеног на признању плурализма и интереса. Слобода удруживања грађана у политичке странке услов је делотворног функционисања делотворног политичког система који се темељи на такмичењу политичких странака који свој израз добија на слободним изборима. У уставима појединих земаља се јамчи слободно оснивање политичких странака. Није допуштен рад политичке странке која би својим програмом или деловањем насилно угрожавала демократски уставни поредак, независност, јединственост или територијалну целовитост. Рад такве странке може забранити уставни суд. Забрана политичке странке у демократији сматра се веома осетљивим питањем. Уставни суд СР Немачке забранио је одлуком још педесетих година нове странке нацистичке, као и комунистичке оријентације, а у новије време више неонацистичких удружења.
Од почетка друге половине 19. века политичке се странке у демократским државама стављају између бирача и представничког тела. Оне, одређујући не само кандидате за заступнике, већ и промоцијом утичући на бираче преображавају избор заступника понајприје у избор странке која ће сама или у коалицији са другим странка, кроз одређено време обнашати политичку власт. Због тога, правни однос представничког мандата губи на важности и основно питање представничке владавине постаје однос политичког представништва. Заступник је правно независан и слободан у свом деловању и одлучивању унутар представничког тела, али је реално одговоран политичкој странци за чијег кандидата је изабран.
Деловање политичких странака у савременим демократским вишестраначким системима битно је променило систем представничке владавине у односу на његову реалност поткрај 18. и на почетку 19. века. Уставно више није примаран правни однос између народа као носитеља недељивог суверенитета и заступника који га у цјелини представља, већ стварни однос између јавног мишљења односно политичке воље народа израженог на изборима и политичког састава представничког тела. У савременим демократским државама систем представничке владавине уз своју уставноправну структуру с темељним институтом – парламентом и његовим одговарајућим делокругом и положајем према другим државним телима, може се схватити само уз упоредно разматрање обележја и деловања страначког система. Политичке странке и страначки систем у целини у пуном и правом смислу речи крвоток су представничке владавине у свим савременим демократским државама.
Највећи значај за политичко одлучивање без сумње имају политичке странке. То је зато што се оне у ствари оснивају ради учешћа у власти, као посредници између грађанина – бирача и представничког тијела, односно владе. Ради се о организацијама које се боре за освајање и вршење власти. Политичке странке се формирају и непосредно окрећу ка политици у намери да користе простор који стоји између изолованог човека – бирача, чије су могућности утицања на политику готово занемарљиве, и државе која је искључиво уставно овлаштена да ствара и реализује политичке одлуке. Оне врше једну социјалну потребу и то потребу која постаје све наглашенија, па управо зато и непрестано расте њихова улога, значај и престиж у друштву. Тако се данас долази у ситуацију да политичке странке у многим аспектима постају важније и од бирача, од којих примају овлаштења, и од државе којој прослеђују захтеве кроз програмске циљеве постајући често и сврха за себе. Политичке странке су једине асоцијације које признају да делују у сврхе освајања власти, па се управо према том свом циљу оне и разликују од свих других асоцијација. Оне се нису јавиле заједно са настанком представничког принципа као темеља модерне демократије. Првобитно није ни било предвиђено да се јаве било какви посредници између бирача и органа државе. Политичке странке настају после оснивања представничких држава и то упоредо на два начина
Прво, њихов зачетак и њихова појава је у виду изборних одбора који су се формирали око појединих кандидата за представничка посланичка места. Њихова је улога да на неки начин створе одређени углед, да кандидата представе у што бољем светлу пред бирачима, и да створе одређена материјална средства која су потребна за успешно ангажирање у изборном процесу.
Друго, зачетке политичких странака могуће је видети и на супротној страни, у скупштинама где су се почеле с временом јављати одређене парламентарне групе које су повремено обједињавале делегате, онда када су налазили извјесна заједничка становишта у вези са одређеним питањима о којима се расправљало у скупштини и о којима је требало донијети законе. Даљњом еволуцијом дошло је до повезивања тих парламентарних група са одговарајућим изборним одборима, и тако је отворен пут за стварање групација које ће се на организован и систематски начин, бавити политиком, тако да координираном акцијом осигуравају присуство у парламенту, што значи вршење власти.
Врсте политичких странака
У условима постојања бројних и разноврсних политичких странака тешко је правити поуздане класификације. Свака странка је без обзира на неке сличности са другим странкама увек специфичан политички феномен. Те специфичности долазе од порекла, тренутака када је нека странка настала, разлога због којих је креирана, политичких околности у којим делује, основних циљева итд.
Посебно је важан људски фактор који чини странку, њену снагу, и утицај, јер на широкој лествици од бирача који гласају за странку до њеног руководства, налазе се симпатизери, присталице и чланови.
Постоје бројни критеријуми према којима је могуће вршити класификације политичких странака:
- по отворености према пријему нових чланова – на кадровске и масовне
- по односу према постојећем политичком поретку – на странке статуса кво, реформистичке и револуционарне
- по природи унутар страначког режима на демократске и аутократске
- по односу унутар страначких групација на монополистичке и плуралистичке
- по односу локалних и централних органа на централистичке и децентралистичке
- према класној структури на радничке и буржоаске
- према програмској оријентацији на „странке мишљења“ и „идеолошке“

Постоје бројне дефиниције политичких странака у савременој правној и политичкој литератури. Овде су наведене неке:
Макс Вебер: „асоцијације које почивају на формално слободном ангажману који има циљ да својим шефовима осигура власт у оквиру друштва а њиховим активним присташама шансу – идеалну или материјалну да остварују објективне циљеве и властите пробитке, или да остваре то обоје“.
Едмунд Берк: „скуп људи уједињених с циљем да заједничким напорима промовишу национални интерес на бази простих принципа о којима су постигли сугласност“.
Природа организације странке зависи од карактера саме државе, њеног елементарног уставног уређења. Притом највећу улогу има чињеница на који начин је уставно уређен изборни систем и у оквиру којег се формира и одвија активност једне странке. Значи организација странке да би одговорила својој вокацији, мора остварити не само извесну трајност у времену, него и распрострањеност с гледишта простора глобалног друштва као целине.
Средишња намера политичке странке да ослонцем на бирача и његову улогу изврши утицај на целину друштвеног колективитета, чини да се политичка организација странке изграђује најчешће на три нивоа:
- локални ниво (комитети, секције, ћелије, основне организације)
- централни ниво - страначки органи (било они који одлучују, било извршни)
- посреднички ниво (различити облици посредовања између локалних и централних органа)

Политичке странке као организација имају своје чланове који је у ствари чине и који формално пропадају странци на начин одређен статутом или другим правилима странке који су основни саставни дио политичке странке, те као такви имају прописана одређена права и дужности.
Што се тиче самог програма политичких странака, он представља кохерентни скуп циљева који се истичу у сврхе придобијања поверења грађана на изборима. Састоји се од:
- садржај политичког програма
- стратешки циљеви
- тактички циљеви

Основна вокација политичких странака јесте да освоји власт у утакмици коју претпоставља представничка демократија. Политичке странке су својеврсни посредници између грађанина и представничког тела. Функција политичких странака своди се на вршење власти, онда када им је указано поверење на изборима или када се припремају да освоје власт.
У политичком смислу концепција владавине права обједињава у себи низ начела уставне владавине, према којој су сви носитељи функција власти подвргнути ограничењима успостављеним правним поретком у држави, под политичким надзором представничких тела, на темељу мандата добијеног од народа, што осигурава пружање заштите, независно судство, у примереном и законом прописаном поступку у којем је осигурано поштивање права човека. Обликована у енглеској уставној доктрини 19. века идеја владавине права вуче корене још из средњовјековних концепција по којима су појединци – грађани, подложни једино законима, а не другим људима. У правном смислу владавина права захтева строго придржавање устава и закона од стране свих државних тела и појединих дужносника, као и самих грађана. Она као сложен политичко – правни концепт представља скуп нормативних захтева који изражавају идеју уставне владавине односно либералне грађанске државе. Оно што је заједничко владавини права и правној држави је да обе концепције забрањују сваку арбитрарност (самовоља) при одлучивању и поступању свих државних тела која могу интервенирати у односе међу људима и једино путем закона, односно на темељу овласти добијених законом.

## Историја државне политике
Историја политике се одражава у пореклу, развоју и економици институција власти.

### Држава
Порекло државе се може наћи у развоју уметности ратовања. Историјски говорећи, све политичке заједнице модерног типа дугују своје постојање успешном ратовању.
Краљеви, цареви и други типови монарха у многим земљама укључујући Кину и Јапан, су сматрани божанским. Међу институцијама које су владале државама, истицала су се краљевства док Француска револуција није окончала „божанско право краљева“. Упркос томе, монархија је међу најдуговечнијим политичким институцијама, датирајући из раних 2100. п. н. е. у Сумерији до Британске монархије у 21. веку. Краљевство постаје институција путем система наследне монархије.
Краљ је често, чак и у апсолутној монархији, владао својим краљевством уз помоћ елитне групе саветника, већа без којег он не би могао да одржи власт. Како су ти саветници и други изван монархије преговарали за власт, конституционе монархије су се појавиле, које се могу сматрати клицама конституционе владе. Дуго пре него што су већа постала бастиони демократије, она су пружила непроцењиву помоћ институцији краљевства:
1. Очувањем институције краљевства кроз наследство
2. Очувањем традиција друштвеног поретка
3. Способношћу одупирања критици као безлични ауторитет.
4. Способношћу управљања већим бројем информација и акција од једне особе као што је краљ.

Највиши краљеви поданици, грофови и војводе, увек су имали право да буду у већу. Освајач започиње рат након побуне ради освете или ради пљачке, док успостављено краљевство изнуђује данак. Једна од функција већа је да одржава краљевску благајну пуном. Друга је задовољавање војног рока и успостављање краљевског господства ради сакупљања пореза и војника.

#### Држава и својина
Приватна својина је право додељено појединцу или групи људи да ужива користи од једног објекта, било да је материјалан или интелектуалан. Право је моћ која се остварује поверењем јавности. Понекад се дешава да је остваривање права супротно поверењу јавности. Упркос томе, право је заиста институција коју доноси поверење јавности, прошлост, садашњост или будућност. Раст знања је кључ за историју имовине као институције. Што више човек постаје упознат са неким објектом, било физичким или интелектуалним, то га више цени. Појава државе донела је коначну фазу у еволуцији имовине од дивљих животиња до пољопривреде. У присуству државе, човек може да поседује својину. Држава је почела да одобрава власништво, чему је следило додељивање имовине, и томе је следило наслеђивање. Са земљишном својином се јавља кирија, а при размени добара профит, тако да је у модерним временима власник земљишта постао станодавац. Ако би се погрешно претпоставило да је вредност земљишта увек иста, онда уопште не би било еволуције својине. Међутим, цена земљишта расте са сваким повећањем у нечему од чега станодавац има користи. Земљопоседништво великих власника земље је највише било награђивано од свих политичих служби. У индустрији је позиција земљопоседника мање важна, мада је у градовима који су израсли услед индустрије успешно земљопоседништво остварило енормне профите.